# Trofeu Catalunya Internacional 2009
El Trofeu Catalunya Internacional 2009 va enfrontar el dia 22 de desembre del 2009 la selecció catalana de futbol amb la selecció de futbol de l'Argentina. El partit es va disputar al Camp Nou.

## Detalls del partit
| 22 de desembre de 200920.30h \| Catalunya \| 4-2 \| Argentina \| \| --------------------------------------------------------------------- \| ------- \| -------------------------- \| \| Sergio García 44' · Bojan 55' · (P) Sergio González 69' · Hurtado 76' \| Crònica \| Pastore 63' · Di María 71' \| Camp Nou, Barcelona 53.120 espectadors Alfonso Javier Álvarez Izquierdo |         |                            |
| Catalunya | 4-2     | Argentina                  |
| Sergio García 44' · Bojan 55' · (P) Sergio González 69' · Hurtado 76' | Crònica | Pastore 63' · Di María 71' |

| Catalunya | Argentina |